# SS Cedarville
El SS Cedarville fue un carguero lacustre que transportó piedra caliza en los Grandes Lagos a mediados del siglo XX hasta que se hundió después de una colisión contra otro barco, el carguero noruego MV Topdalsfjord, el 7 de mayo de 1965. Murieron diez de las 35 personas a bordo.